# Batalla de Auray
La batalla de Auray (29 de septiembre de 1364) fue el enfrentamiento más importante y posiblemente el más sangriento de la Guerra de Sucesión Bretona, conflicto inserto en el mucho más grande de la guerra de los Cien Años. En esa batalla se enfrentaron dos facciones de bretones, apoyadas por Francia e Inglaterra, respectivamente. La victoria correspondió a este último bando.

## Origen de la batalla
Los problemas de sucesión dinástica del ducado de Bretaña que se suscitaron al morir el duque Arturo de Dreux, no pudieron ser resueltos por medios pacíficos, ya que los dos aspirantes al trono, Juan de Monfort y Carlos de Blois, tenían parcialmente razón en sus reclamos.
Así comenzó, durante la compleja y cruel guerra de los Cien Años, su conflicto subsidiario, que se conoce como Guerra de Sucesión Bretona.
Luego de múltiples incidentes, sitios, chevauchées, asaltos y asedios, y del increíble Combate de los Treinta, se produjo la que sería la batalla final de la guerra: el enfrentamiento de Auray.

## Movilización y asedio
A principios de 1364, habiendo fallado las negociaciones de paz entre las facciones monfortistas y bloistas, el aspirante al ducado de Bretaña Juan de Monfort, orientado tácticamente por su madre Juana de Flandes y con el apoyo de su lugarteniente sir John Chandos, se movilizó con sus tropas anglobretonas a la ciudad de Auray.
La misma estaba en manos de su rival en la sucesión del ducado, el francés Carlos de Blois, desde 1342. Guardaban la ciudad tropas bretonas que respondían a este último, así como un numeroso ejército francés, acantonados en el bien defendido castillo que dominaba el pueblo.
Monfort penetró en la ciudad casi sin encontrar resistencia, pero pronto se vio obligado a poner sitio al castillo donde se concentraba el grueso de los enemigos. Decidido a rendirlos por hambre, se ocupó de cortar toda posible línea de abastecimientos y toda fuente de suministros. 
Privados de agua y alimentos, los bloistas se comprometieron a rendirse si no les llegaba ayuda externa para el día de San Miguel (29 de septiembre). Mientras tanto, Charles de Blois, que se encontraba fuera del castillo y a una distancia prudente, se concentró al este de la abadía de Lanvaux. Su comandante militar, el célebre Bertrand du Guesclin, se estacionó con la vanguardia francesa en Brandivy.
El día 28 tanto Blois como du Guesclin se habían establecido en la margen izquierda del estuarío del Loc'h, a la vista del castillo. Las tropas de Monfort se encontraban entre este y el río, por lo que los ingleses comprendieron que corrían el grave riesgo de ser atrapados contra las murallas. Para evitarlo, ordenó que sus tropas evacuaran la ciudad de Auray y desalojaran sus posiciones debajo de los muros del castillo, para pasar el río y establecerse en la orilla derecha, de frente al enemigo que estaba del otro lado.

## Orden de combate inglés
El día 29, habiendo fallado todos los intentos de negociación, Carlos de Blois ordenó atacar. Su ejército francobretón vadeó el río y se alineó mirando al sur. Monfort imitó su movimiento y colocó a los suyos enfrente, con línea de ataque hacia el norte.
Juan de Monfort y sir John Chandos comandaban el centro de la línea de vanguardia, con Olivier de Clisson en el ala derecha y Robert Knolles en el ala izquierda. Por detrás de la vanguardia se ubicó una importante fuerza de reserva, lista para intervenir si era necesario.

## Orden de combate francés
Charles de Blois se hallaba en el centro francés, con du Guesclin a la derecha y el conde de Auxerre mandando el ala izquierda. Blois colocó tras esta vanguardia unas fuerzas de reserva pequeñas y débiles que no tuvo ocasión de utilizar.

## La batalla

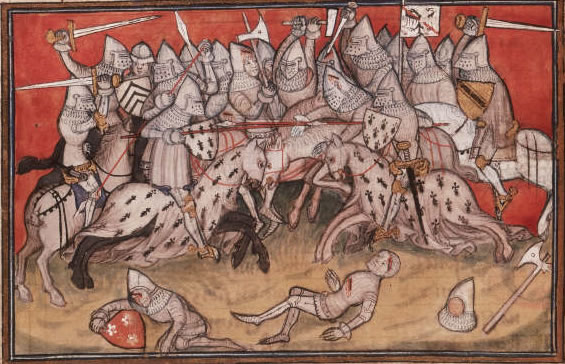
Batalla de Auray (miniatura de Jean Cuvilier, 1400).

Como era costumbre en ese período, los franceses confiaron más en los ballesteros que en los arqueros como solían hacerlo los ingleses. Los primeros atacaron a los segundos pero fueron rechazados.
A continuación, ambos comandantes —que deseaban dar fin de una vez a esta larga y cruel guerra— dieron a sus tropas la orden de no dar ni pedir cuartel y de no preservar las vidas de los prisioneros salvo (como era habitual) de aquellos nobles por los que se pudiera pedir rescate más tarde.
El ataque de infantería fue sangriento, porque el terreno del campo de batalla era tan estrecho que los guerreros no tenían espacio para maniobrar. Blois y los francobretones llevaron la iniciativa, y las tres alas del ejército inglés fueron atacadas en forma sucesiva y sin respiro. A pesar de ello, la poderosa retaguardia organizada por Juan pudo avanzar unas decenas de metros y recomponer la situación, haciendo retroceder al ala derecha francesa.
Al no contar por detrás con el apoyo de su retaguardia, el flanco derecho fue obligado a doblarse hacia el centro. Poco después sucedió lo mismo con la izquierda francesa. Carlos de Blois, al darse cuenta de que su ejército quedaría atrapado en la bolsa así formada y sería masacrado, dio la orden de retirada, que en contados minutos se convirtió en una desordenada huida a la carrera. Los franceses en fuga fueron cazados por las victoriosas fuerzas inglesas y monfortistas, y la batalla culminó con un gran número de bajas.

## Destino de Blois y de Guesclin
Durante la retirada Charles de Blois se enfrentó con un soldado inglés que, tomándose muy a pecho las instrucciones de no dejar prisioneros, lo mató. Du Guesclin, por su parte, se enfrentó mano a mano con sir John Chandos. Se defendió con valentía, pero, habiendo roto todas sus armas, debió rendirse caballerescamente. En este caso su vida sí fue respetada, y más tarde el general francés fue cambiado por un rescate en dinero.

## Consecuencias
La batalla de Auray terminó con la Guerra de Sucesión Bretona, por la simple razón de que uno de los dos contendientes por el ducado de Bretaña (Blois) había muerto sin herederos. 
En consecuencia, Juan V de Monfort recibió el ducado. Sin embargo y sorprendentemente, en lugar de jurar fidelidad al rey de Inglaterra (que lo había ayudado) y apoyarlo en sus pretensiones al trono de París, se convirtió inmediatamente en vasallo del rey de Francia.